# سیارک ۵۱۴۰۶
سیارک ۵۱۴۰۶ (به انگلیسی: 51406 Massimocalvani، نامگذاری:2001DL108) پنجاه و یک هزار و چهارصد و ششمین سیارک کشف شده‌است که در ۲۶ فوریه ۲۰۰۱ کشف شد.